# Papagaj Bine
Papagaj Bine je literarni lik istoimenski sodobni pravljici Mihe Mateta. Izšla je leta 1991 v zbirki Cicibanov vrtiljak pri založbi Mladinska knjiga, in sicer v slikanici, ki jo je ilustrirala Marjanca Jemec Božič.

## Obnova
Pripovedovalec v pravljici je prvoosebni, in sicer kar sam papagaj Bine, ki ga je njegov gospodar Tomaž dobil od strica Marka, ta pa ga je kupil od nekega gusarja. Bine je bil poseben papagaj, ki je znal tudi govoriti. 
V majhnem stanovanju je imel veliko prijateljev s katerimi se je kar dobro razumel. Gospodar Tomaž je imel hrčka po imenu Zlatko. S tem je Bine prav rad poklepetal in  skupaj sta kramljala o tem, kako je Tomaž dober do njiju in kako jima omogoča prijetno bivanje v njihovem malem stanovanju. Njegova tri leta starejša sestra pa je imela morskega prašička Bajsija ter mačko Bibo, ki pa ni bila najbolj prijazna. 
Bine je imel zelo rad svojega gospodarja in celo družino Korenovih. Bil je tudi pravi čuvaj, saj je nekega dopoldneva, ko ni bilo nikogar doma, ugnal dva lopova, ki sta udrla v stanovanje Korenovih. Bine je bil tudi zadolžen za Tomaževo jutranjo budnico. Tomaž je bil namreč zaspane, ki ga budilka ni dvignila iz postelje, zato je Bine uporabil svoje čare, da je Tomaž vstal in se odpravil v šolo. 
Ko pa so se začele počitnice, je družina odšla na morje, Bineta pa je pustila v oskrbo Tomaževi babici, ki je ubogega papagaja  pustila cele dneve zaprtega v kletki. Ni mu bilo prijetno, saj se je počutil utesnjenega. Babica tudi oken ni odpirala, saj se je bala, da Bine uide iz kletke in zleti skozi okno, zato je bilo v stanovanju zelo zatohlo in vroče. Tudi babica se tedaj ni počutila najbolje, saj jo je zaradi vročine bolela glava in venomer govorila: »Kako me boli glava!«. Te besede si je Bine zapomnil in jih ponavljal. Ko je Tomaž prišel z morja,  je Bine takoj povedal besede, ki se jih je naučil in takrat se je njegov skrbni gospodar ustrašil, da je uboga zelena žival zbolela. Takrat mu je babica razložila, da se Bine le občasno malo ponorčuje iz nje, saj je imela zaradi vročine hude glavobole. Takrat se je Tomaž odločil, da Bineta nikoli več ne pusti samega doma. 
Kmalu se je družina Koren odpravila v brunarico na podeželje in s seboj vzela tudi papagaja. Njegovo kletko so obesili zunaj na hrastovo vejo, kjer je Bine opazoval trop ptic, ki so svobodno letale nad krošnjo. Takrat je doumel, kako zelo pogreša svobodo. Spominjal se je Velike reke, kjer je letal še pred ujetništvom, s svojimi prijatelji papagaji. Prvi dan dopusta pri brunarici pa se je začelo približevati neurje. Mama Koren je Tomaževi sestri Špeli naročila, naj Bineta prinese v zavetje, saj je Tomaž odšel po mleko v mesto. Špela je vzela Binetovo kletko z veje in se na poti do brunarice spotaknila, tako da je kletka padla na tla in se odprla. Ko je Bine zagledal, da ima priložnost biti svoboden je odletel v nebo. Letel je nad polji, si poiskal hrano in se naučil živeti v divjini. Jadral je z jato ptic in se z njimi namenil oditi v tople kraje, ki jih je tako pogrešal tukaj.
Nauk te zgodbe je, da tropske živali, ki so navajene svobode, ne prenašajo ujetništva v malih prostorih. Tega se Bine prej ni zavedal, ko je bil omejen le na majhno stanovanje, šele ko je videl, kako druge ptice na svobodi letajo prosto, brez omejenosti so se mu v glavo prikradli spomini, iz njegovega pravega domačega okolja, kjer je lahko letal iz drevesa na drevo in se pogovarjal s svojimi prijatelji iste vrste.
Čeprav nekatere živali ne bi bile več sposobne zaživeti na novo in se preživljati same, brez lastnikov, so tudi živali, med katerimi je tudi papagaj Bine, ki se naučijo preživeti in si poiskati hrano same.

## Slikanica Papagaj Bine in šola
Slikanico Papagaj Bine spoznajo učenci v drugem in tretjem razredu osnovne šole pri bralni znački. Bralna  značka je gibanje, ki spodbuja branje v osnovni in srednji šoli, za prebrana dela pa si bralci prislužijo značko ali knjižno nagrado. Pri samem pouku knjig s seznama bralne značke pogosto ne obravnavajo, saj so običajno učencem zanimivejša od predpisanih del.  Miha Mate pa spada med tiste avtorje, ki jih osnovnošolci pobliže spoznajo v 5 razredu preko odlomka iz povesti Babica v supergah.
S slikanico o papagaju Binetu bi lahko približali otroku, kako se počuti žival v ujetništvu, ali pa če ima učenec že kakšno malo žival, kako skrbeti za hišnega ljubljenčka. Marsikateri otrok si nemreč zaželi hišnega ljubljenčka, kmalu pa nanj čisto pozabi in preneha skrbeti zanj.

## Vir
- Mate, Miha. Papagaj Bine, Založba Mladinska knjiga, Ljubljana 1992